# バントリー伯爵

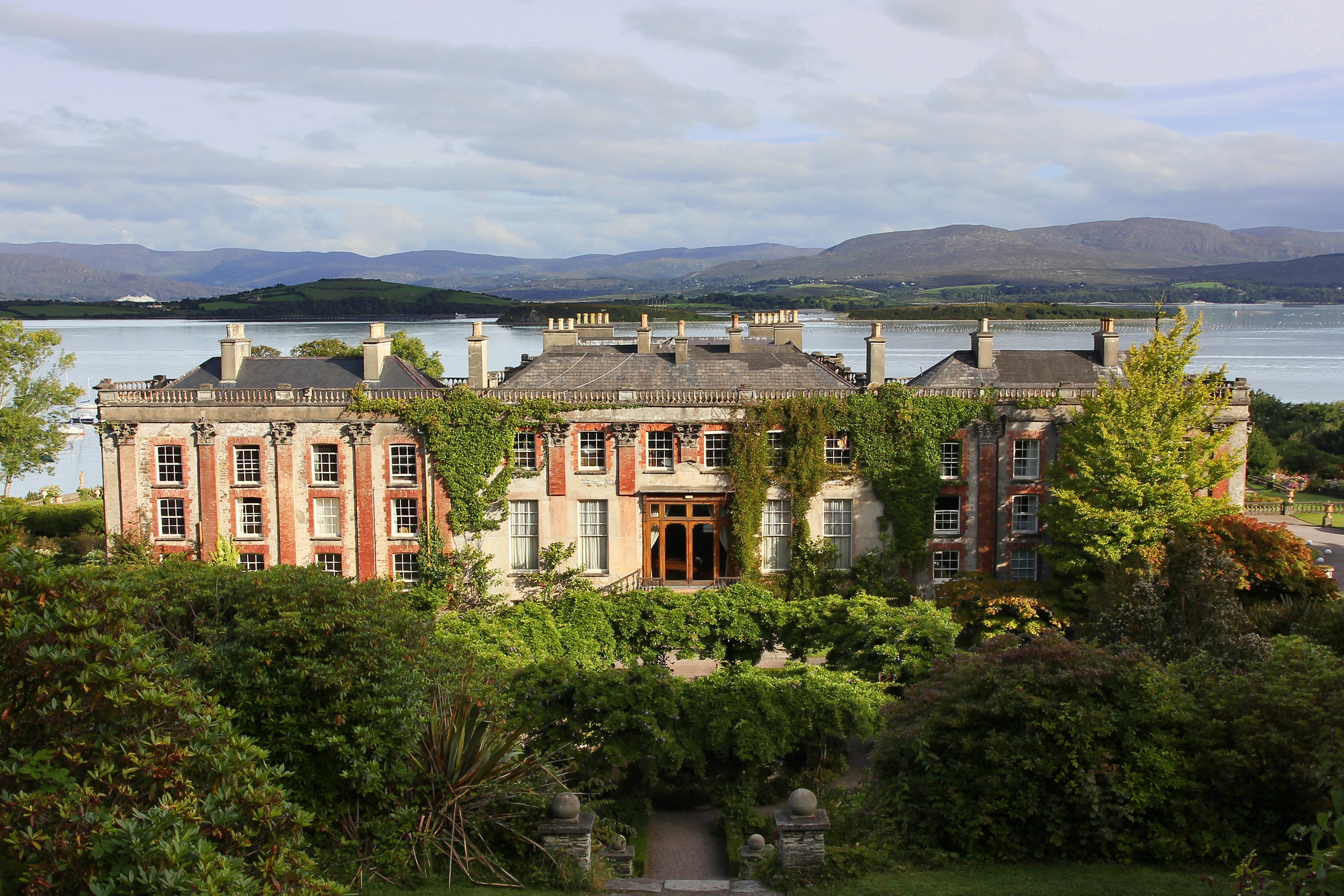
バントリー・ハウス、2010年撮影。

バントリー伯爵（バントリーはくしゃく、英: Earl of Bantry）は、アイルランド貴族の爵位。1816年に創設され、1891年に廃絶した。

## 歴史
コーク県バントリー出身の地主リチャード・ホワイト(1767–1851)はフランスのアイルランド遠征（1796年 – 1797年）において、バントリー湾でフランス軍を待ち構えて撃退しようとした。この功績により1797年3月24日にアイルランド貴族であるコーク県バントリーにおけるバントリー男爵に叙された。その後、1800年12月29日にコーク県バントリーにおけるバントリー子爵に、1816年1月22日にコーク県におけるベアヘイヴン子爵とバントリー伯爵に叙された。その息子にあたる2代伯爵リチャード・ホワイト(1800–1868)と3代伯爵ウィリアム・ヘンリー・ヘア・ヘッジス＝ホワイト(1801–1884)はともに保守党の政治家であり、アイルランド貴族代表議員を務めた。3代伯爵は襲爵以前の1840年9月7日、初代伯爵の母の兄弟にあたるロバート・ヘッジス・ヘア(c.1770–1840)から遺産の一部を相続したことにより「ヘッジス」を姓に加えた。
3代伯爵の息子にあたる4代伯爵ウィリアム・ヘンリー・ヘア・ヘッジス＝ホワイト(1854–1891)が男子をもうけないまま死去すると、爵位はすべて廃絶した。バントリー・ハウスなどの遺産は4代伯爵の姉エリザベス(1847–1880)の息子エドワード・リー(1876–1920)が相続し、リーは1897年に姓を「リー＝ホワイト」に改めた。その後、バントリー・ハウスはリーの長女クロダー(1905–1978)が相続し、クロダーと夫ジェフリー・シェルスウェル(1897–1962)一家は姓を「シェルスウェル＝ホワイト」に改めた。クロダーとジェフリーの死後は息子エジャートン(1933–2012)、さらにその死後は娘ソフィー(1981–)が母や夫とともにバントリー・ハウスを管理している。

## バントリー伯爵（1816年）
- 初代バントリー伯爵リチャード・ホワイト（1767年 – 1851年）
- 第2代バントリー伯爵リチャード・ホワイト（1800年 – 1868年）
- 第3代バントリー伯爵ウィリアム・ヘンリー・ヘア・ヘッジス＝ホワイト（1801年 – 1884年）
- 第4代バントリー伯爵ウィリアム・ヘンリー・ヘア・ヘッジス＝ホワイト（1854年 – 1891年）